# Bulasconotus scaccarius
Bulasconotus scaccarius — вид жуків родини зоферід (Zopheridae).

## Поширення
Вид описаний у 2020 році зі зразків, що зібрані у 1967 році на островах Вануату. у 2024 році вид виявлений на острові Оаху на Гаваях.

## Назва
Видовий епітет scaccarium, що означає «шахова дошка», стосовно картатого візерунка на надкрилах.